# Bobby Shmurda
Bobby Shmurda, pseudonimo di Ackquille Jean Pollard (Miami, 4 agosto 1994), è un rapper statunitense.
Ha firmato un contratto con la Epic Records dopo che la sua hit internazionale Hot Nigga ha raggiunto la posizione numero 6 nella Billboard Hot 100 nel 2014.
Lui e Rowdy Rebel sono considerati i pionieri della musica drill di Brooklyn.

## Biografia
Ackquille Jean Pollard è nato a Miami, in Florida da madre afroamericana e padre giamaicano, il 4 agosto 1994. Sua madre si trasferì a New York, nel quartiere di Brooklyn, East Flatbush, dalla Florida dopo l'incarcerazione del compagno. Pollard ha avuto problemi con la legge sin dall'adolescenza a Brooklyn, inclusi quindici mesi trascorsi in detenzione per violazione della libertà vigilata e l'arresto con accuse di possesso di armi illecito. Secondo il suo atto d'accusa del 2014, Shmurda era il capobanda di una gang chiamata "GS9" che entrava regolarmente in controversie con le altre bande criminali, era responsabile di omicidi e sparatorie non mortali e si occupava del traffico illecito di droga tra Kings Highway e East Flatbush.

### Primi passi e successo internazionale
Pollard ha mosso i primi passi nel mondo musicale con il remix di "Knuck If You Buck" dei Crime Mob, tuttavia, non ha ricevuto alcuna attenzione fino al 2014, con l'uscita della  canzone "Hot Nigga". Il pezzo utilizza la strumentale della canzone "Jackpot" di Lloyd Banks del 2012. La canzone e il video musicale che l'accompagna sono diventati virali poco dopo essere stati caricati su YouTube nella primavera del 2014. La firma di Shmurda "Shmoney dance", che interpreta nel video, è presto diventata un meme di Internet ed è stata inclusa in numerosi popolari Vines dalla seconda metà del 2014; è stata anche replicata da Beyoncé e Jay-Z durante il loro On the Run Tour e dal rapper canadese Drake mentre ospitava gli ESPY Awards 2014, tra le altre celebrità. I freestyle sulla strumentale sono stati realizzati da numerosi rapper dopo la sua uscita, tra cui Juicy J, French Montana, Lil 'Kim, Gunplay, e T.I. Dopo il successo virale della canzone, Shmurda ha firmato un contratto con la Epic Records e la canzone è stata pubblicata come suo singolo di debutto. La canzone è arrivata in cima alla classifica delle canzoni Hot R & B / Hip-Hop, e ha raggiunto il numero 6 della Billboard Hot 100, ottenendo infine il certificato di platino dalla Recording Industry Association of America. Il video musicale ha ricevuto oltre 764 milioni di visualizzazioni su YouTube a settembre 2021. Il remix della canzone, con voci ospiti di Fabolous, Chris Brown, Jadakiss, Rowdy Rebel, Busta Rhymes e Yo Gotti, è stato pubblicato il 4 settembre 2014. Nell'agosto 2014 è stato pubblicato anche un remix reggae della canzone che includeva Junior Reid, Mavado, Popcaan e Jah X. Shmurda divenne noto anche per il pezzo "Bobby Bitch" che raggiunse il numero 92 della Billboard Hot 100. Il suo EP di debutto, Shmurda She Wrote, è stato distribuito il 10 novembre 2014.

### Durante la reclusione
Il lancio dell'album di debutto di Shmurda con Epic Records era previsto per il 2016 e sarebbe stato prodotto da Jahlil Beats, ma fu rinviato a causa dell'arresto. Nel febbraio 2017, Shmurda ha fatto un freestyle per il rapper Meek Mill ed ha affermato che stava ancora scrivendo musica mentre era in prigione. L'anno successivo, Shmurda apparve nel singolo "Stoopid" del rapper 6ix9ine, cantando i suoi versi dal telefono della prigione. Il singolo raggiunse il numero 25 della Billboard Hot 100.
Bobby viene scarcerato il 23 febbraio 2021.

## Controversie
Il 3 giugno 2014 Pollard è stato arrestato e accusato di possesso illecito di un'arma da fuoco; la polizia disse di averlo visto mostrare la pistola in un appartamento e quando sono andati a indagare ha cercato di nasconderla in un divano. È stato poi liberato su cauzione di 10 000 dollari.
Il 18 dicembre 2014 la polizia di New York City ha arrestato il rapper, con l'accusa di cospirazione per omicidio, possesso illegale di arma da fuoco, spaccio di sostanze stupefacenti e affiliazione ad una banda, i GS9, sottogruppo dei Crips. Nel 2016 si è dichiarato colpevole ed è stato condannato a sette anni di carcere, che sono stati ridotti a cinque anni per i due anni che aveva già scontato in attesa di processo. Il 21 settembre 2020 Pollard ha chiesto, tramite i suoi legali, la libertà vigilata, che gli è stata negata a causa della cattiva condotta, il che significava originariamente che avrebbe scontato l'intera pena. Tuttavia, dopo una revisione da parte del Dipartimento di correzioni dello stato di New York, gli è stata concessa tale modalità, venendo rilasciato per il 23 febbraio 2021, scontando il resto della pena in libertà vigilata, sotto la supervisione di altri membri della comunità della Contea di Kings. Il rapper Quavo, in un'intervista con Billboard, ha dichiarato: "[...] personalmente (andrò) a prendere Bobby Shmurda." Cosa che ha effettivamente fatto.

## Discografia

### Mixtape
- 2014 - Shmoney Shmurda (con GS9) (GS9)
- 2014 - Shmurdaville (GS9, Shmurdaville)
- 2022 - Shmurdagotcash (GS9)

### EP
- 2014 - Shmurda She Wrote (Epic)
- 2022 - Bodboy (GS9)

### Singoli
- 2014 - Hot Nigga
- 2014 - Bobby Bitch
- 2021 - No Time for Sleep (Freestyle)
- 2021 - Shmoney (feat. Quavo e Rowdy Rebel)

Come artista ospite
- 2014 - How Can I Lose (YT Triz feat. Bobby Shmurda)
- 2014 - Body Dance (Uncle Murda feat. Bobby Shmurda)
- 2014 - Computers (Rowdy Rebel feat. Bobby Shmurda)
- 2014 - Bodies (Chinx feat. Bobby Shmurda e Rowdy Rebel)
- 2018 - Stoopid (6ix9ine feat. Bobby Shmurda)
- 2021 - Tata (Remix) (Eladio Carrión, J Balvin e Daddy Yankee feat. Bobby Shmurda)